# Zystide

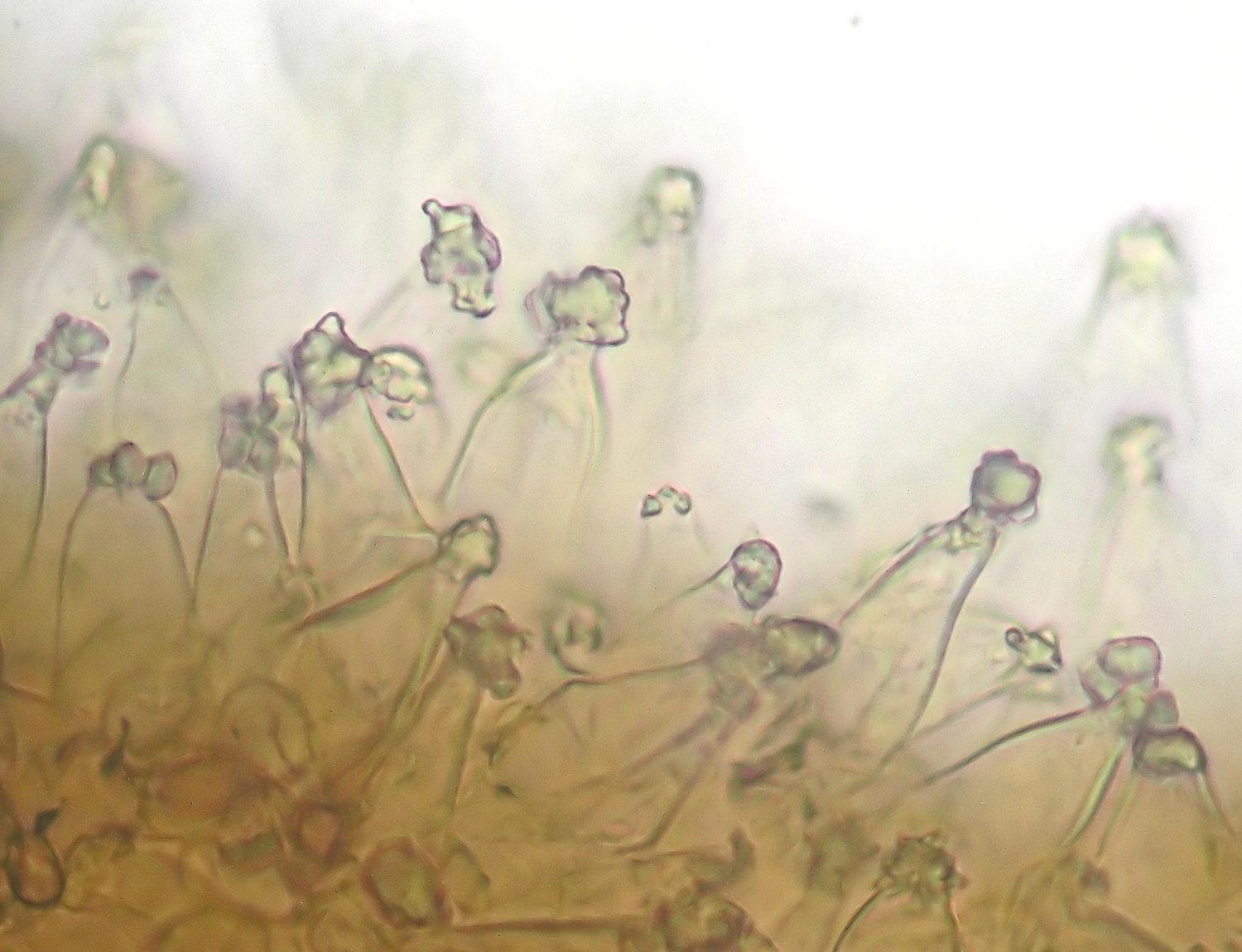
Hymenialzystiden mit Kristallschopf

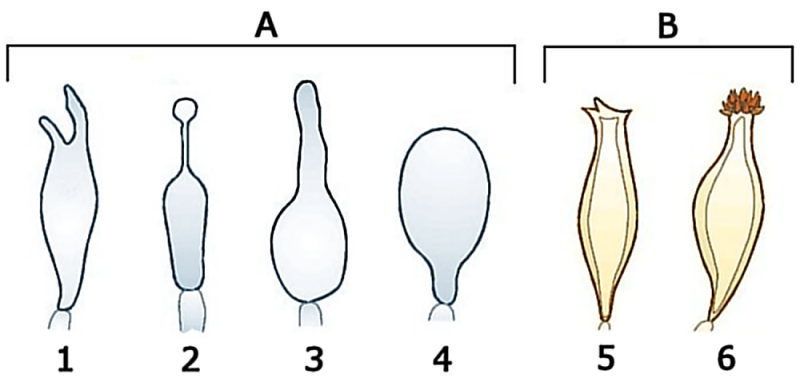
Eine Auswahl verschiedener Zystiden: A) dünnwandig, B) dickwandig; 1) fingerförmig verzweigt (diverticulat), 2) kegelig (lecythiform), 3) flaschenförmig (lageniform), 4) birnenförmig (pyriform), 5) mit Haken (Pluteus sect. Pluteus), 6) kristalltragend (metuloid)

Die Zystiden sind meist auffällige, sterile Zellen, die zwischen den Basidien in der Fruchtschicht (Hymenium) von Lamellenpilzen vorkommen können. Man findet sie aber auch auf der Stielrinde und der Huthaut, wo sie sich ebenfalls meist deutlich von anderen Zellen abheben und mehr oder weniger aus dem Gewebeverband herausragen. Ihr Vorhandensein und die Form der Zystiden sind für eine mikroskopische Art- oder Gattungsbestimmung oftmals entscheidend.
Je nach Ort ihres Auftretens werden Cheilo-, Pleuro-, Pileo- und Caulozystiden unterschieden. Die ersten beiden werden als Hymenialzystiden und die letzten beiden als Dermatozystiden zusammengefasst. Chryso-, Gleo-, Pseudo- und Leptozystiden werden nach ortsunabhängigen Kriterien unterteilt.
Die echten Zystiden sind am Subhymenium angewachsen. Solche, die tiefer aus der Trama entspringen, werden als Pseudozystiden bezeichnet.

## Einteilung

### Nach dem Ort

#### In der Fruchtschicht (Hymenialzystiden)

##### Cheilozystiden
Die Cheilozystiden befinden sich an der Lamellenschneide von Blätterpilzen. Vielfach sind sie dünnwandig und schon mit bloßem Auge feststellbar, weil die Lamellenschneide anders gefärbt ist als deren Fläche.

##### Pleurozystiden
Die Pleurozystiden befinden sich an der Lamellenfläche und sind seltener als die Cheilozystiden. Oft sind sie nur schwer zu finden. Ein Lamellenquerschnitt ist in der Regel notwendig, um sie mikroskopisch nachzuweisen.

#### Auf Hut und Stiel (Dermatozystiden)

##### Pileozystiden
Die Pileozystiden befinden sich auf der Hutoberfläche. Von der Form her sind sie in der Regel ähnlich wie die Cheilo- oder Pleurozystiden. Die Hutoberflächen der Pilze sind haarig-samtig oder fein bereift.

##### Caulozystiden
Die Caulozystiden (oder Kaulozystiden) befinden sich an der Stieloberfläche. Ihre Formen und Strukturen ähneln vielfach denen der Cheilozystiden; sie sind jedoch oft etwas größer. Daher lässt sich das Vorhandensein dieser Zystiden meistens schon mit bloßem Auge oder einer Lupe erkennen. Die Stieloberfläche erscheint flaumig, haarig oder filzig.

### Nach anderen Kriterien

#### Chrysozystiden
Die Chrysozystiden besitzen lichtbrechende Stoffe, die sich in Kaliumhydroxid oder Ammoniak gelb färben.

#### Gloeozystiden und Sulfozystiden
Die Gleozystiden oder Gloeozystiden enthalten eine ölige oder ölig erscheinende Substanz, die sich mit Kresylblau metachromatisch verhält, d. h., sie nimmt eine andere Farbe als die des Färbemittels an. Gleozystiden sind meist schwer zu erkennen, lassen sich aber häufig mit Sulfovanillin blau, grau oder weinrot anfärben, um besser erkennbar zu sein. Gleozystiden kommen häufiger bei Nichtblätterpilzen, wie Porlingen oder Rindenpilzen vor. Bei den Rindenpilzen ist die Anfärbbarkeit der Gloeozystiden mit Sulfoaldehydreagenzien ein wichtiges Merkmal. Gloeozystiden die sich mit diesen Reagenzien anfärben lassen, werden auch als sulfopositiv bezeichnet. Sulfopositive Gloeozystiden nennt man auch Sulfozystiden.

#### Lampro- und Lyozystiden und Metuloide
Lamprozystiden sind Makrozystiden, die zum Beispiel bei einigen Milchlingsarten oder bei einigen Rindenpilzen vorkommen. Sie unterscheiden sich von gewöhnlichen Makrozystiden durch ihre dicken Zellwände (3–4 µm), ihr meist zylindrische oder lanzettlich Form und ihren hyalinen Inhalt. Bei Milchlingen kommen sie hauptsächlich bei tropischen Arten vor, nur beim Brätlings-Milchling als einziger europäischer Art findet man sie ebenfalls. Treten sie auf den Lamellenschneiden auf bezeichnet man sie auch als Cheilolamprozystiden, findet man sie auf den Lamellenflächen, werden sie auch als Pleurolamprozystiden bezeichnet. Als metuloide Zystiden oder einfach als Metuloide bezeichnet man dickwandige, auf ihrem Scheitel einen Kristallschopf tragende Zystiden, wie sie zum Beispiel bei manchen Risspilzen, aber auch bei einigen Krustenpilzen, zum Beispiel innerhalb der Peniophora vorkommen. Dickwandige Zystiden, deren Wände sich in verdünnter KOH schnell auflösen, werden auch Lyozystiden genannt.

#### Leptozystiden
Leptozystiden sind dünnwandige Zystiden. Befinden sie sich auf den Lamellenschneiden spricht man auch von Cheiloleptozystiden, befinden sie sich auf der Lamellenfläche werden sie auch Pleuroleptozystiden genannt.

#### Lagenozystiden
Lagenozystiden sind schmale, zylindrische Zystiden, die oben abrupt zu einem kurzen, fadenförmigen Teil verschmälert sind, der stark inkrustiert ist.

#### Makrozystiden
Auffällig lange und große Zystiden bei Täublingen und Milchlingen bezeichnet man auch als Makrozystiden. Der Begriff wurde ursprünglich von Romagnesi für die Beschreibung von Zystiden bei Russulaarten eingeführt. Besonders häufig wird der Begriff allerdings bei Milchlingen verwendet. Makrozystiden zeichnen sich vor allem dadurch aus, dass sie nadelartige Kristalle oder feine Öltröpfchen enthalten oder einen körnigen Inhalt haben, der sich mit Sulfovanillin oder anderen Sulfo-Benzaldehyden grau bis schwärzlich anfärbt. Makrozystiden entspringen in der Regel tief im Hymenium, also der Fruchtschicht, die die Basidien bildet. Sie sind meist dünnwandig und konisch bis spindelförmig. Befinden sich die Makrozystiden auf der Lamellenfläche, spricht man auch von Pleuromakrozystiden, findet man sie auf den Lamellenschneiden, spricht man von Cheilomakrozystiden.

#### Parazystiden
Parazystiden sind wenig differenzierte, meist mehr oder weniger haarartige Zystiden auf der Lamellenschneide (siehe hier).

#### Pseudozystiden
Normalerweise haben Zystiden ihren Ursprung im Subhymenium. Bei einigen Pilzgruppen und Arten werden aber zystidenähnliche Hyphen beobachtet, die viel tiefer aus der Trama (inneres Pilzgewebe) entspringen. In einem solchen Fall spricht man von Pseudozystiden. Pseudozystiden kommen zum Beispiel bei Dachpilzen vor, wo die Zystiden aus dem Lamellentrama entspringen. Pseudozystiden sind, wie es der Name schon verrät, keine echten Zystiden.

#### Septozystiden
Als Septozystiden werden Zystiden bezeichnet, die abgesehen von ihrem basalen Septum, zusätzliche Septen aufweisen. Dabei kann es sein, dass die Septen Schnallen tragen oder schnallenlos sind.

#### Skeletozystiden
Skeletozystiden sind unverzweigte Skeletthyphen, die an ihrem oberen Ende breiter werden und im Hymeniun als Zystiden enden.

#### Zystidiole
Zystidiolen sind dünnwandige, zystidenähnliche Hyphen im Hymenium, die bisweilen herausragen oder besonders geformt sein können. Ähnlich wie die Bezeichnung „Zystide“  wird auch der Begriff Zystidiole von verschiedenen Autoren unterschiedlich eng oder weit gefasst.